# 여수소방서
여수소방서(麗水消防署, Yeosu Fire Station)는 전라남도 여수시를 관할하는 전라남도 소방본부 산하의 소방서이다.
소방서장은 소방정으로 보한다.

## 연혁
- 1947년 11월 27일: 여수소방서 개서
- 1986년 12월 30일: 여천소방서 분리
- 1998년 6월 1일: 여천소방서 통합

## 조직
| - 소방과 - 소방계 - 장비계 | - 방호구조과 - 방호계 - 예방안전계 - 구조구급계 - 산업안전계 | - 현장대응단 - 진압팀 - 조사지원팀 - 119구조대 |

## 관할센터 및 관할구역
여수소방서는 7개의 119안전센터와 1개의 소방정대, 2개의 구조대를 산하에 두고 있다.
| 명칭                     | 사진 | 주소                     | 관할구역                                                                                  | 지역대                                    |
| ------------------------ | ---- | ------------------------ | ----------------------------------------------------------------------------------------- | ----------------------------------------- |
| 학동119안전센터          |      | 여수시 망마로 20         | 여수시 쌍봉동, 시전동, 여천동, 화양면, 화정면                                             | 화양119지역대                             |
| 소라119안전센터          |      | 여수시 소라면 여순로 297 | 여수시 소라면, 율촌면                                                                     | 율촌119지역대                             |
| 평여119안전센터          |      | 여수시 여수산단로 321    | 여수시 주삼동, 삼일동, 묘도동                                                             |                                           |
| 연등119안전센터          |      | 여수시 좌수영로 162      | 여수시 동문동 일원(종화동 제외), 중앙동, 충무동, 광림동 일부(광무동), 서강동 일부(서교동) |                                           |
| 여서119안전센터          |      | 여수시 문수로 131        | 여수시 여서동, 문수동, 미평동, 둔덕동, 광림동 일부(오림동), 상암동                        |                                           |
| 봉산119안전센터          |      | 여수시 어항단지로 222-5  | 여수시 서강동 일부(봉강동), 대교동, 국동, 월호동                                          |                                           |
| 돌산119안전센터          |      | 여수시 돌산읍 강남로 34  | 여수시 돌산읍, 남면, 삼산면                                                               | 군내119지역대 삼산119지역대 남면119지역대 |
| 소방정대                 |      | 여수시 덕충안길 95       | 여수시, 광양시 연안과 도서지구 여수시 동문동 일부(종화동), 한려동, 만덕동                 |                                           |
| 여수소방서 119구조대     |      | 여수시 망마로 20         | 여수소방서 관할구역 전역                                                                  |                                           |
| 여수소방서 화학119구조대 |      | 여수시 여수산단로 725    | 여수소방서 관할구역 전역                                                                  |                                           |

## 사건사고
- 여수출입국관리사무소 화재 사고

## 같이 보기
- 대한민국 소방청
- 대한민국의 소방
- 소방관 계급